# Veronica henryi
Veronica henryi är en grobladsväxtart som beskrevs av Yamazaki. Veronica henryi ingår i släktet veronikor, och familjen grobladsväxter. Inga underarter finns listade i Catalogue of Life.